# Thomas Girst
Thomas Girst (* 4. Juli 1971 in Trier) ist ein deutscher Autor und Kulturmanager.

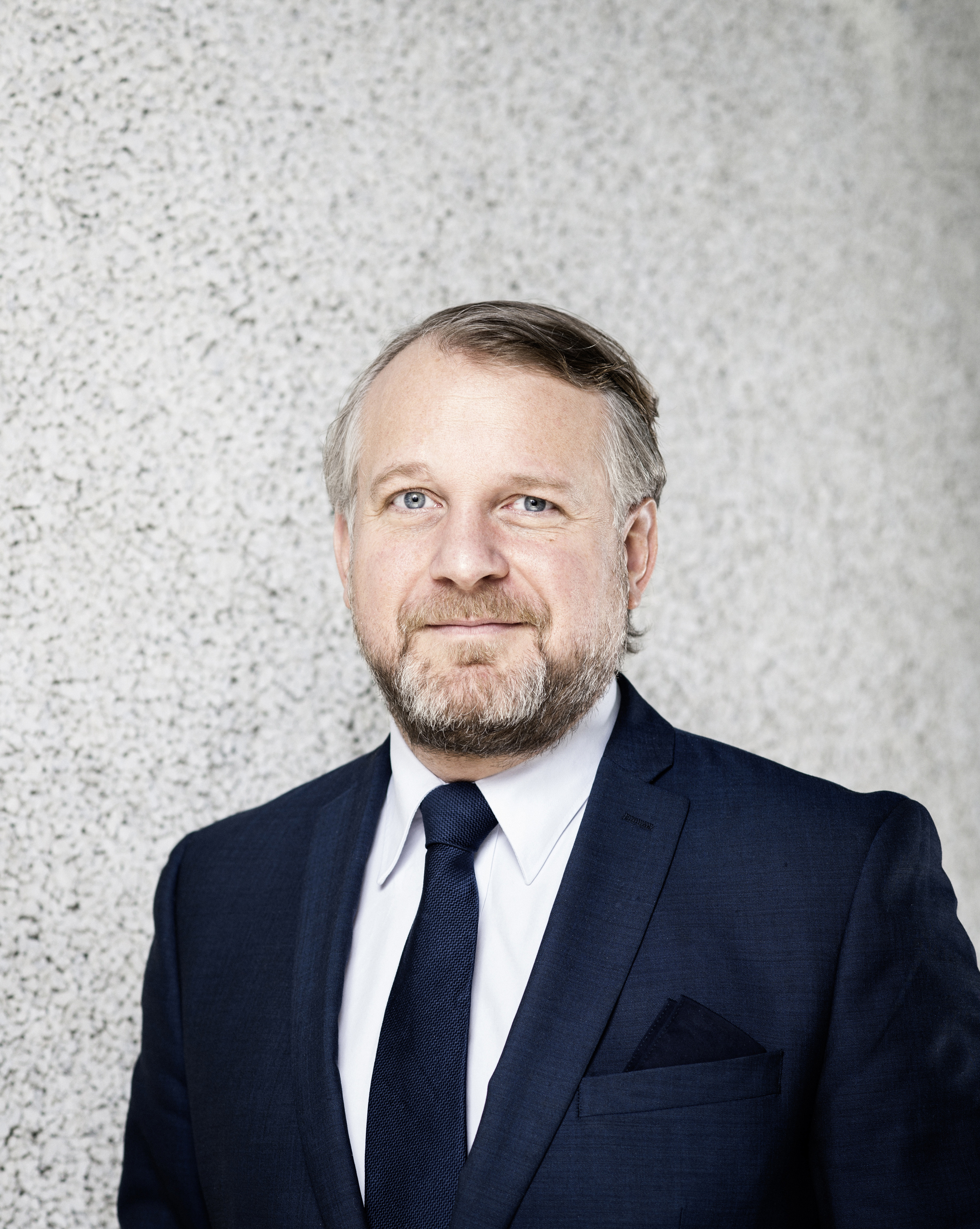
Thomas Girst

## Leben
Girst absolvierte die Liverpool High School (New York State) und das Rotenbühl-Gymnasium in Saarbrücken, Deutschland. Er studierte Kunstgeschichte, Amerikanistik und Neuere Deutsche Literatur an der Universität Hamburg und der New York University. Das Thema seiner Doktorarbeit lautete „Kunst, Literatur und die Internierung japanisch-amerikanischer Bürger“ während des Zweiten Weltkriegs. Zwischen 1995 und 2003 lebte er in New York, zunächst als Stipendiat des Deutschen Akademischen Austauschdienstes (DAAD) an der New York University. Ab 1998 arbeitete er in einer Galerie und wurde im Jahr 2000 Forschungsleiter des Art Science Research Laboratory unter der Leitung von Stephen Jay Gould von der Harvard-Universität. Während dieser Zeit war er außerdem Kulturkorrespondent für die deutsche Tageszeitung „Die Tageszeitung“.
Seit 2003 ist er Global Head of Cultural Engagement bei der BMW Group in München und verantwortet weltweit hunderte von langfristigen Partnerschaften, die von Opernhäusern über Orchester, Museen bis hin zu Kunstmessen reichen, sowie Initiativen in den Bereichen moderne und zeitgenössische Kunst, Film, Design, Architektur, klassische Musik und Jazz. Im Laufe der Jahre hat er intensiv mit Künstlern wie Esther Mahlangu, Jeff Koons, Ólafur Elíasson, Julie Mehretu, Cao Fei, John Baldessari, Juan Manuel Echavarría und Zaha Hadid zusammengearbeitet.
Im Jahr 2016 wurde er mit dem Preis „European Cultural Manager of the Year“ ausgezeichnet.
Girst war Begründer und Verleger (zusammen mit dem Dichter Jan Wagner) von Außenseite des Elementes (1992–2003), einer internationalen Anthologie zeitgenössischer Prosa, Lyrik, Illustration und Kunst. Als Kurator organisierte er zahlreiche Ausstellungen, darunter „Alive and Kicking: the Collages of Charles Henri Ford“ in der Scene Gallery in New York sowie „Marcel Duchamp in Munich 1912“ im Lenbachhaus in München. Girst lehrt an der Ludwig-Maximilians-Universität München, an der Akademie der Bildenden Künste München, sowie an der Zürcher Hochschule für Angewandte Wissenschaften und der IE Business School in Madrid. Zwischen 2005 und 2009 war er Mitglied des Vorstands für Kunstförderung im Kulturkreis der deutschen Wirtschaft im BDI, und seit 2010 gehört er deren Literaturgremium an. Er ist Mitglied des Vorstands von Spielmotor e.V. sowie der Vereinigung des Architekturmuseums München (bis 2023). Seit 2012 ist Girst Kulturrepräsentant der Porzellanmanufaktur Nymphenburg. Zwischen 2015 und 2022 war er Mitglied des Hochschulrats der Hochschule für Musik und Theater München. Girst ist außerdem Mitglied des Patron’s Circle der Freunde des Haus der Kunst in München. 2016 wurde er in den Beirat von Sky Arts berufen. 2017 trat er dem Advisory Board der Indian Biennale Effects and Ecosystems bei, und 2018 wurde er Mitglied des Beratungsgremiums des Museum of Art and Photography in Bangalore (bis 2025). 2019 wurde Girst vom Ministerpräsidenten des Saarlandes zum Botschafter des Saarlandes ernannt.
Seit 2023 ist er Mitglied des Kuratoriums des Zentrums für Kultur und Kunst der Technischen Universität München, und seit 2025 gehört er dem Beirat des Bergson Kunstkraftwerks an.

## Lehrtätigkeit
Girst ist Honorarprofessor der Akademie der Bildenden Künste München sowie Adjunct Professor der IE Business School Madrid mit einem Schwerpunkt auf Kulturmanagement und Kulturerbe für das Kulturministerium von Saudi-Arabien. Er lehrt als Dozent an der Fakultät für Geschichts- und Kunstwissenschaften an der Ludwig-Maximilians-Universität München. Neben internationalen Gastvorträgen ist er Lehrbeauftragter an der Zürcher Hochschule für Angewandte Wissenschaften und war bis 2020 am IED Instituto Europeo di Design in Venedig tätig.

## Veröffentlichungen (Auswahl)
Neben seiner Tätigkeit als Kulturkorrespondent für die Tageszeitung (taz) zwischen 2000 und 2003 hat Girst zahlreiche Artikel online und in Printmedien veröffentlicht. Seine Arbeiten erschienen in internationalen Zeitungen, Magazinen, Katalogen und wissenschaftlichen Zeitschriften, darunter Amerasia Journal, Tate Modern, The Nordic Journal of Aesthetics, Science Ltd., Staatsgalerie Stuttgart, Museo Jumex, Serpentine Galleries, Cooper Hewitt Smithsonian Museum of Design, Kunsthalle Schirn, ICA, ZKM Karlsruhe, The Andy Warhol Foundation, Museum for Applied Arts Cologne, Staatliches Museum Schwerin, Art in America, Frieze, Sotheby’s, The Art Newspaper, Monopol, Frankfurter Allgemeine Zeitung, Art, Süddeutsche Zeitung, NYArts, The Financial Times, Frankfurter Rundschau, SZ-Magazin, Welt, Wirtschaftswoche, Artnet, Weltkunst, Wallpaper, Forbes, Bloomberg, Vogue und The Brooklyn Rail.

### Autor
- Aftershock: The Readymade in Postwar and Contemporary American Art, New York: Dickinson, 2003 (mit Francis M. Naumann) ISBN 978-1-8850-1335-4
- Martin Eder: Die kalte Kraft, Berlin: Hatje Cantz, 2004, ISBN 978-3-7757-1474-7 (dtsch., engl.)
- The Indefinite Duchamp, Berlin: Hatje Cantz, 2013, ISBN 978-3-7757-3414-1 (dtsch., engl.)
- The Duchamp Dictionary, London & New York: Thames and Hudson, 2014, ISBN 978-0-500-23917-9 (ebf. kor., chin.)
- Art, Literature, and the Japanese American Internment, Frankfurt & New York: Peter Lang, 2015, ISBN 978-3-6316-5937-3
- 100 Secrets of the Art World, London: Koenig, 2016 (with Magnus Resch), ISBN 978-3-8633-5961-4
- Alle Zeit der Welt, München: Hanser, 2019, ISBN 978-3-4462-6187-7 (ebf. ital., kor. chin.)
- Esther Mahlangu: A Life in Color, London and New York: Thames and Hudson, 2024 ISBN 978-0-5000-2812-4 (mit Azu Nwagbogu und Hans Ulrich Obrist)

### Herausgeber
- Die Außenseite des Elementes Nr. 1–11, Berlin, 2001, Non Profit Art Movement (NPAM), ISBN 978-3-980-61735-2
- Editor-in-chief, Tout-Fait: The Marcel Duchamp Studies Online Journal, Nr. 1–5, New York: Art Science Research Laboratory, 1999–2003[5]
- Marcel Duchamp in München 1912, München: Schirmer/Mosel, 2012 ISBN 978-3-8296-0591-5 (dtsch., engl.) (mit Helmut Friedl, Matthias Mühling, Felicia Rappe)[6]
- BMW Art Cars, Berlin: Hatje Cantz, 2014 (erweiterte Neuauflage 2025) ISBN 978-3-7757-5996-0 (dtsch, engl., frz.)